# Paul Staiger
Paul Staiger (* 1941 in Portland, Oregon, USA) ist ein US-amerikanischer zeitgenössischer Maler und wichtiger Vertreter des Fotorealismus.

## Leben
Paul Staiger studierte 1962 an der Northwestern University, von 1962 bis 1964 Zeitgenössische Literatur an der University of Chicago und 1967 am California College of Arts and Crafts.
Er war Lehrer am San Jose State College von 1967 bis 1972 und von 1968 bis 1970 am California College of Arts and Crafts.
Staiger hatte seine ersten Einzelausstellungen im Jahr 1969 und 1971 in der Michael Walls Gallery in San Francisco.
Paul Staiger ist bekannt für seine hyperrealistischen Acryl-Gemälde von amerikanischen Häusern (zum Beispiel Wohngebäude von Prominenten), Straßenszenen, Autos und Flugzeugen.
Paul Staiger war mit einigen Bildern Teilnehmer der Documenta 5 in Kassel im Jahr 1972 in der bahnbrechenden Abteilung Realismus. Er hat bis zum heutigen Tag weltweit Ausstellungen in den bedeutenden Museen und Galerien.
Seine Bilder sind unter anderem in der Sammlung des Museum of Modern Art in New York City enthalten.